# Ben Healy
Ben Healy, född 11 september 2000 i Kingswinford, är en irländsk professionell landsvägscyklist.

## Karriär
Healy har cyklat professionellt sedan 2019. Bland hans meriter kan nämnas en etappseger i Giro d'Italia. År 2023 vann han GP Industria e Artigianato di Larciano.